# Libellula herculea
Libellula herculea – gatunek ważki z rodziny ważkowatych (Libellulidae). Występuje w Ameryce Łacińskiej – od Meksyku po północną Argentynę.